# Euphorbia abramsiana
Euphorbia abramsiana är en törelväxtart som beskrevs av Louis Cutter Wheeler. Euphorbia abramsiana ingår i släktet törlar, och familjen törelväxter. Inga underarter finns listade i Catalogue of Life.